# Cena Tomáše Garrigua Masaryka
Masarykova cena je nejvyšším uznáním a poctou Českého a Slovenského sdružení v Kanadě. Uděluje se od roku 1985 Kanaďanům českého či slovenského původu, kteří dosáhli významných úspěchů na některém úseku lidské činnosti, a osobám nebo organizacím jakéhokoliv původu, které se zasloužily o svobodné Československo nebo obohatily život Čechů a Slováků v Kanadě.
Jan Masaryk, také Jan Garrigue Masaryk, byl syn prvního československého prezidenta T. G. Masaryka a jeden z nejvýznačnějších československých diplomatů první poloviny 20. století.

## Laureáti
- Jiří Traxler – český pianista, skladatel, textař a aranžér[zdroj?]
- Martin Mejstřík – senátor[3]
- Ctirad a Josef Mašínové – členové odbojové skupiny, dostali cenu za vzepření diktatuře[4]
- Tomáš Baťa – průmyslník[zdroj?]
- Vladimír Krajina – ekolog a odbojář[zdroj?]
- Zdena Škvorecká – spisovatelka a vydavatelka[zdroj?]
- Oskar Morawetz – hudební skladatel[zdroj?]
- Josef Škvorecký – spisovatel[zdroj?]
- Václav Havel – dramatik a prezident[zdroj?]
- Marta Kubišová – signatářka a mluvčí Charty 77[zdroj?]
- Milada Horáková – politička (in memoriam)[zdroj?]
- David Kilgour – bývalý kanadský prokurátor, tajemník ministra zahraničí[zdroj?]
- Jan Waldauf – činovník sokolské organizace v kanadském Torontu a starosta bývalého Ústředí československého sokolstva v zahraničí[5]